# Rhododendron lapponicum
Rhododendron lapponicum — вид чагарникових рослин родини Вересові (Ericaceae), поширений на півночі Північної Америки та Європи, а також на півночі й у горах Азії. Етимологія: лат. lapponicum — географічний епітет, що стосується місця проживання виду в Лапландії.

## Опис
Розгалужений, розпростертий або піднятий кущ 0.2–0.45(1) м висотою; кореневищний. Черешок 1.5–4 мм, лускатий; листова пластина довгасто-еліптична, яйцеподібно-еліптична до довгасто-зворотнояйцеподібної, 0.4–1.5(2.5) × 0.2–0.5(0.9) см; основа широко клиноподібна; верхівка тупа або округла; нижня поверхня листа від жовтувато-брунатної до червонувато-коричневої, луски сусідні або перекриваються, 2-кольорові, блідо-коричневі або залозисті; верхня поверхня листа блідо-зелена, матова, щільно луската.
Суцвіття (2)3–5(6)-квіткові. Квітконіжки 0.3–1.2 см, лускаті, чашечка червонувата або фіолетова, частки (0.5)1–2 мм, дельтоподібні або округлі, стійкі у плодах, лускаті, край війчастий або рідко лускатий; віночок широко воронкової форми, від фіолетово-рожевого до фіолетового або рідше білого кольору, (0.65)0.7–1.3(1.6) см, трубка (1.5)2–5(6) мм, зовнішня поверхня гола, горло запушене; тичинок 5–10. Коробочка циліндрично-яйцеподібна, 3–6 мм, щільно луската. 2n=26(2x) і 52(4x).

## Поширення
Північна Америка: Ґренландія, Канада, пн. США; Європа: Фінляндія, Норвегія, Швеція; Азія: Китай, Японія, Північна Корея, Монголія, Росія (Сибір).
Населяє арктичні регіони, гірську тундру, болотистий ґрунт, торф або мохи, глинисті ґрунти, скелясті пустирі, піщані берег потоків, інші вогкі місця; 0–1900 м.

## Галерея

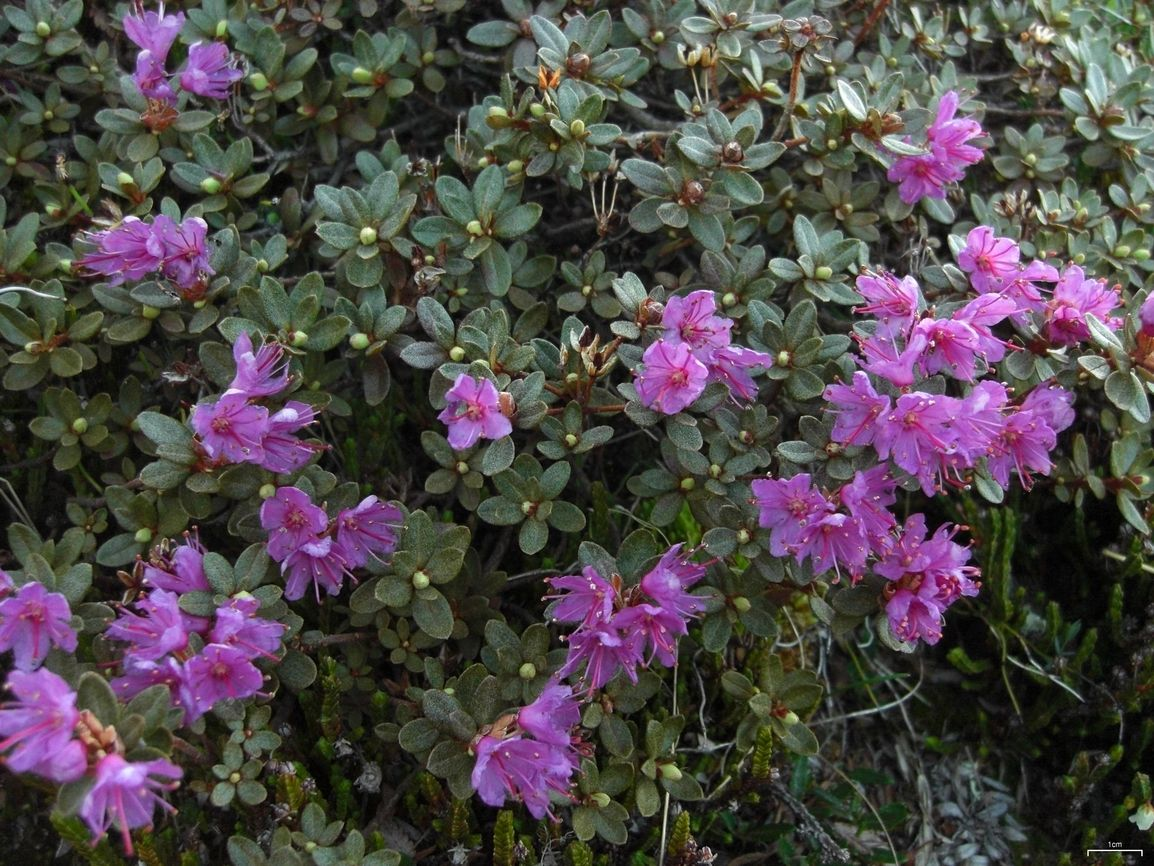
рослина
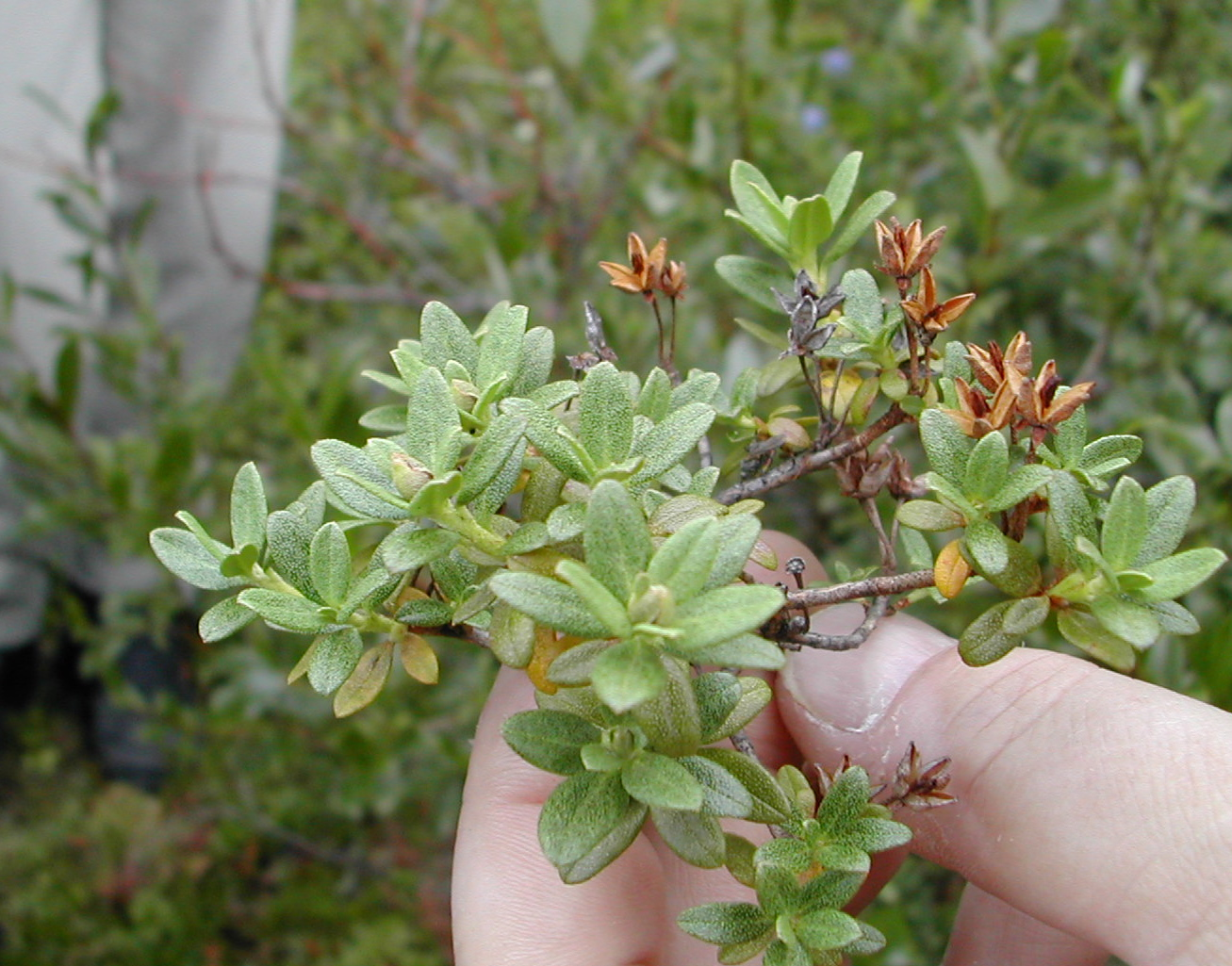
листя
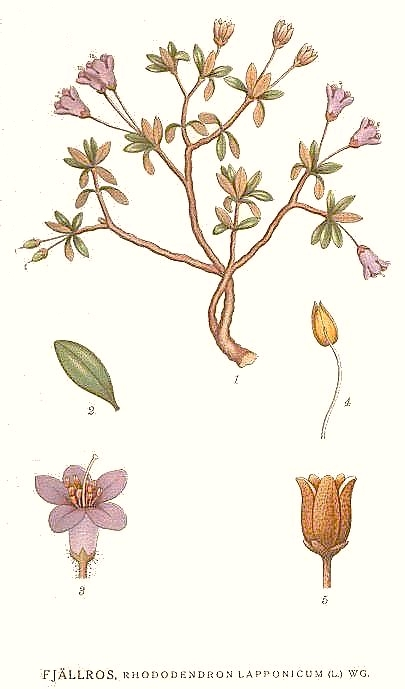
ілюстрація